# Ceropegia decidua
Ceropegia decidua är en oleanderväxtart. Ceropegia decidua ingår i släktet Ceropegia och familjen oleanderväxter.

## Underarter
Arten delas in i följande underarter:
- C. d. decidua
- C. d. pretoriensis